# Bianchi VM 6 C
Der Bianchi VM 6 C ist ein Militärfahrzeug, das von den Italienischen Streitkräften genutzt wurde. Hersteller war Bianchi aus Italien.

## Beschreibung
Das Modell wurde für die italienischen Streitkräfte gefertigt. Als Beginn der Bauzeit ist 1938 überliefert. 1940 endete die Produktion.
Die Basis bildete der Bianchi S 6. Dessen Sechszylindermotor mit 68 mm Bohrung, 100 mm Hub, 2179 cm³ Hubraum und 52 PS Leistung bei 4000 Umdrehungen in der Minute wurde übernommen. Damit war 102 km/h Höchstgeschwindigkeit möglich.
Der Motor war vorne längs im Fahrgestell eingebaut. Er trieb über ein Vierganggetriebe und eine Kardanwelle die Hinterachse an. Die beiden Reserveräder waren an den Seiten der Motorhaube zwischen Vorderrad und Vordertür angebracht und so befestigt, dass sie sich bei Bodenkontakt drehen konnten.
Das Fahrzeug war 4247 mm lang und 1640 mm breit. Es wog etwa 1500 kg. Einziger Aufbau war ein offener Tourenwagen mit vier Türen. Die Windschutzscheibe war umklappbar. Der Treibstofftank fasste etwa 70 Liter.
Eine andere Quelle gibt 2785 mm Radstand, 1420 mm Spurweite, 4247 mm Länge, 1640 mm Breite und 1680 mm Höhe an. Das Leergewicht wird bestätigt.
Eine weitere Quelle meint, dass die ersten Fahrzeuge 4202 mm lang und 1640 mm breit waren und die letzten 4247 mm lang und 1680 mm breit. Die Höhe betrug einheitlich 1680 mm und das Leergewicht 1500 kg.
Insgesamt entstanden 100 Fahrzeuge.